# Rose Tyler
Rose Marion Tyler es un personaje ficticio interpretado por Billie Piper en la famosa serie británica Doctor Who, y creada por el productor Russell T Davies. Con el resurgimiento de la serie en el año 2005, el personaje de Rose fue introducido en la primera temporada como acompañante del noveno Doctor, interpretado por Christopher Eccleston, y más tarde del décimo Doctor, interpretado por David Tennant.

## Primera temporada
El personaje de Rose fue pensado como un personaje con el cual el público podría identificarse fácilmente. Esta fue una de las claves de la nueva serie de Doctor Who que no se emitía regularmente desde el año 1989. Interpretando a la "acompañante" fija del Doctor durante la primera y segunda temporada, Rose también vuelve a aparecer en algunos capítulos de la cuarta temporada, habiendo madurado mucho en el transcurso. En la narrativa de la serie, Rose es introducida como una chica de 19 años de clase trabajadora, que trabaja en una versión ficticia de Harrod's en Londres, introduciendo también a su madre Jackie Tyler (Camille Coduri) y a su novio Mickey Smith (Noel Clarke).
Mientras en las antiguas temporadas de la serie descartaban cualquier posibilidad de la existencia de romance entre el Doctor y sus acompañantes, Rose desarrolla una confianza y camaradería con el Doctor que la lleva a darse cuenta de que se ha enamorado de él. Los dos parecen haber sido separados para siempre en el final de la segunda temporada, aunque Rose vuelve a aparecer en la cuarta entrega.
Cuando la audiencia conoce por primera vez a Rose Tyler, ella trabaja en Henrik's una réplica de Harrods, en la calle Regent, en Londres, tiene un novio llamado Mickey Smith y vive con su madre en el ficticio Powell State, en Londres. Rose no terminó sus estudios superiores, pero ganó varias medallas deportivas en los concursos de gimnasia junior. Su padre, Pete Tyler, murió en 1987, a causa de un accidente de coche, el año en el que nació Rose. Cuando tenía 12 años, Rose recibió una bicicleta roja para Navidad, de parte del Doctor después de conocer a Rose en el futuro.
Una noche, después del cierre, Rose se encuentra con que los maniquís del sótano de la tienda están cobrando vida. Los maniquís están a punto de atacarla, cuando el noveno Doctor le salva la vida y vuela por los aires todo el edificio, dejando a Rose sin trabajo. Rose ayuda al Doctor a localizar al ser que estaba detrás del asunto de los maniquíes, frustrando así sus planes para conquistar el mundo. Al principio, Rose no está muy convencida de viajar con el Doctor, ya que siente que tiene una responsabilidad con su novio Mickey y su madre, pero se une al Doctor después de que este le diga que puede viajar a través del tiempo.
Mientras está con el Doctor, Rose ve cómo se destruye la Tierra, ve a su padre morir en noviembre de 1987, se enfrenta a los peores enemigos del Doctor, los Daleks, y aprende las consecuencias de alterar la historia. También es revelado que Rose es el "lobo malo", las palabras siendo un mensaje para ella misma, para absorber la energía del vórtice del tiempo, salvando al Doctor y destruyendo a los Daleks. Al absorber la energía del vórtice, Rose no solo consigue destruir a los Daleks, sino que también resucita al Capitán Jack Harkness otorgándole la inmortalidad, aunque como nota el Doctor en el episodio Utopía, parece que Rose no está al tanto de ello. Pronto, la energía que ha absorbido empieza a destruir su cuerpo. El Doctor, a través de un beso absorbe la energía, sacrificando su novena encarnación y regenerándose delante de los ojos de Rose en la décima encarnación del Doctor.

## Segunda temporada
Rose está inicialmente confundida con la regeneración del Doctor, que ha caído en coma post-regenerativo, dejándola al mando de la situación cuando los Sycorax atacan la Tierra. Sin embargo, después de que el Doctor haya despertado y vencido a los Sycorax, Rose se convence de que es el mismo Doctor que quiere y conoce, y acepta su nueva apariencia y forma de ser.
Rose y el Doctor viajan a la nueva Tierra, donde Cassandra invade el cuerpo de Rose. Rose es nombrada "Dama Rose De Powell State" por la Reina Victoria, aunque inmediatamente después los dos son expulsados del Imperio Británico. Rose ayuda al Doctor a vencer a los Krilliatinos en una escuela privada, donde conoce a Sarah Jane Smith, antigua acompañante del Doctor, y Mickey se une a sus aventuras. Los tres terminan en una nave en el siglo 51, se enfrentan a los androides con piezas de relojería y salvan a Madame de Pompadour de la decapitación. Cuando el Doctor, Mickey y Rose viajan por accidente a una Tierra paralela, Rose conoce a la versión de su padre, Pete Tyler, quien se ha hecho famoso y rico, a diferencia de su verdadero padre, quien murió cuando era pequeña. Mickey decide quedarse en el mundo paralelo para pelear contra los Cybermen, y Rose se entristece porque nunca lo volverá a ver.
Rose y el Doctor vuelven a su propio universo, justo a tiempo para la coronación de la Reina Elizabeth II, y viajan a un planeta el cual tiene su órbita alrededor de un agujero negro. Mientras el Doctor se enfrenta en lo que en las culturas populares parece el Demonio, las próximas veces que veremos al Doctor y a Rose juntos será en el año 2012, donde el Doctor lleva la Antorcha Olímpica de las olimpiadas de Londres. Más tarde, se enteran de que los Daleks y los Cybermen están dominando la Tierra. Aunque se las apañan para expulsar a ambos enemigos de la Tierra, Rose es casi engullida hacia la "nada" que hay entre los mundos, y es salvada en el último momento por su padre, Pete, que mediante a un teletransportador creado por Torchwood lleva a Rose al mundo paralelo. Allí, Rose se encuentra separada del Doctor, atrapada en una Tierra paralela, con su madre, Mickey y Pete.
Más tarde, Rose es guiada por un sueño en el cual el Doctor la llama. Rose, Pete, Mickey y Jackie terminan en una playa de Noruega, cuyo nombre es "Bahía del lobo malo". Allí el Doctor y Rose comparten un emotivo adiós, en el cual Rose le cuenta al Doctor que está trabajando en una no-secreta versión de Torchwood, a lo que el Doctor bromea llamándola "Rose Tyler, defensora de la Tierra". El Doctor le dice a Rose que ha sido declarada muerta en nuestro mundo, tal y como adelantaba Rose al principio del capítulo "Mi nombre es Rose Tyler, y esta es la historia de como morí". Finalmente, Rose declara su amor al Doctor, y en cuanto este está a punto de contestar, la conexión falla, dejándolos a ambos separados para siempre.

## Tercera temporada
Aunque Rose no aparece en la tercera temporada, es mencionada constantemente por el Doctor, que parece estar más triste y deprimido que nunca. En el segundo capítulo, "El código Shakespeare", el Doctor dice que el nombre de Rose "le da fuerzas para seguir luchando". Rose también es mencionada cuando el Doctor le cuenta a Donna, como perdió a Rose y por el Capitán Jack, en "Utopía", donde le cuenta al Doctor que visitó un par de veces a Rose mientras crecía en el siglo XX.

## Cuarta temporada
Rose hace varias apariciones en la cuarta temporada. En el primer episodio, Rose observa desde un callejón lo ocurrido con los Adipose, tiene un pequeño encuentro con Donna y seguidamente se evapora. En los capítulos siguientes, hay más referencias hacia Rose, una de ellas dice "está retornando". También vemos a Rose en la pantalla de la TARDIS llamando al Doctor sin que este pueda oírla. 
En el capítulo "Medianoche", cuando sucedió el incidente de Sky Silvestry, en la pantalla aparece Rose pero se apaga inmediatamente antes de que el Doctor pueda verla.
En el capítulo "Gira a la izquierda", donde Donna es forzada a cambiar el pasado y alterar el universo, Rose la guía y le da un mensaje para el Doctor. Donna despierta y le da el recado de Rose, con las palabras "lobo malo". Cuando Donna le pregunta al Doctor, este le dice que esas palabras quieren decir "el fin de universo".
El Doctor y Rose se reencuentran en "La Tierra Robada". Mientras corren el uno hacia al otro, el Doctor es herido y forzado a regenerarse. En  "El Final del Viaje" vemos cómo el Doctor detiene la regeneración, curándose a sí mismo con la energía de su mano, que fue cortada en el capítulo "Invasión Navideña".Donna más tarde toca la mano, causando una metacrisis biológica, que tiene como resultado a un clon del Doctor, ahora parcialmente humano. El "otro Doctor" tiene la mente de un Señor del Tiempo y los pensamientos del Doctor, pero solo tiene un corazón, y al ser parte humano a causa de Donna, envejece como tal. El Doctor original devuelve a Rose a su mundo paralelo, dejando al "otro Doctor" con ella. Este Doctor puede darle a Rose el amor que el Doctor tanto ansía, y además de forma humana, ya que envejecerá y morirá al mismo tiempo que ella. Le dice a Rose que este Doctor la necesita, y que aunque fue nacido de la sangre y el fuego de venganza, es bastante parecido a como era él antes de conocer a Rose. El Doctor cree que Rose puede ayudarle a ser un hombre mejor, como hizo con él.
Cuando el "otro Doctor" termina la frase que nunca le dijo a Rose en "El Día del Juicio Final", Rose le besa. Aunque no llegamos a oír las palabras de la boca del Doctor, la productora ejecutiva Julie Gardner confirmó en Doctor Who Confidential "Por supuesto que le está diciendo que la quiere".
Entonces el Doctor se marcha, una vez que las paredes entre dimensiones se han vuelto a sellar, quedándose con Rose, esta vez,  para siempre. En la segunda parte de "El fin del tiempo", el Doctor viaja al 31 de diciembre de 2004 donde casi eran las 00:00 y va a ver a Rose. Él le pregunta en qué año están y ella le contesta que en 2005, a lo cual él responde que será un año estupendo (el año en el que el Doctor conoce a Rose). Al final el Doctor se transforma en el undécimo Doctor.

## Especial 50 Aniversario
Billie Piper volvió a revivir su papel de Rose Tyler en el especial por el 50 aniversario de la serie (titulado "El día del Doctor") que fue emitido el 23 de noviembre de 2013 y contó además con el regreso de David Tennant como el Décimo Doctor. La actriz no regresó como Rose Tyler, sino que representó un arma poderosa para los Galyfreyanos, que adoptó la forma de Rose al estar en la memoria del Doctor.
| Predecesor: Grace Holloway | Acompañante del Doctor con Adam Mitchell, Jack Harkness, Mickey Smith y Sarah Jane Smith 2005-2006 | Sucesor: Martha Jones |